# ニコラオス・ラウダス
ニコラオス・ラウダス（ギリシア語: Νικόλαος Λάβδας; ラテン文字表記: Nikolaos Lavdas, 1879年 - 1940年3月30日）はギリシャの作曲家、マンドリンオーケストラの指揮者。
イタリア語風に表記したニコラ・ラウダス（Nicola Lavdas）やニコラス・ラウダス（Nikolas Lavdas）の名でも知られる。

## 経歴
1879年、アンドロス島のピトロフォスで生まれる。アテネ大学で物理学を専攻し博士号を取得するとともにアテネ音楽院でも学んだ。「アテナイキ・マンドリナータ」という音楽協会・音楽学校の会長を務め、アテナイキ・マンドリナータ・オーケストラの指揮者として1906年のアテネオリンピックで演奏し、1908年にはイタリア国王ヴィットーリオ・エマヌエーレ3世に対し御前演奏を行い、1910年にはケルキラ島のアキレイオン荘でドイツ皇帝ヴィルヘルム2世に対し御前演奏を行った。アテナイキ・マンドリナータ・オーケストラはクレモナ国際コンクールで32団体のなかから一等賞を獲得した。

## 作品

### マンドリンオーケストラ曲
- ギリシャ狂詩曲第1番
- ギリシャ狂詩曲第2番（ギリシャ風主題による序曲）
- ギリシャ序曲
- クレタ舞曲
- エカーヴの嘆き
- セレナータ
- ギリシャ気質
- ギリシャ舞曲第2番
- 舞曲風スケルツェット
- ギリシャの唄

他に、ギリシャ伝統音楽からとったピアノ曲や歌曲を残している。